# Rubeus Hagrid
Rubeus Hagrid (født 6. december 1928) er en fiktiv person fra Harry Potter-bøgerne af J.K. Rowling.
Hagrid er nøglebæreren på Hogwarts Skole for Heksekunst og Troldmandsskab, og bliver fra Harrys tredje år også lærer i Magiske Dyrs Pasning og Pleje. Han bor i en hytte ved udkanten af Den Forbudte Skov.

## I bøgerne

### Harry Potter og De Vises Sten
Hagrid bliver introduceret allerede i det første kapitel i Harry Potter og De Vises Sten, hvor han har fået til opgave at hente Harry ud af ruinerne af hans forældres hus, og bringe ham til hans nærmeste familie på Ligustervænget 4. Da Minerva McGonagall udtrykker bekymring om han magter opgaven, siger Albus Dumbledore, at han ville lægge sit liv i Hagrids hænder. Dette gør han også flere gange, da han ofte sender ham ud på hemmelige opgaver. Mange år efter sender Dumbledore også Hagrid af sted for at hente De Vises Sten i Gringotts, og sætter også sin gigantiske trehovede hun Fluffy til at bevogte stenen, da den kommer til Hogwarts. Hagrid bliver sat til at finde Harry og hjælpe ham med at købe sit troldmandsudstyr. Han bliver venner med Harry og senere også Ron. Senere får han et drageæg af en mand med hætte (som viser sig at være Professor Quirrell), der samtidig franarrer ham oplysninger om Fluffy. Han kommer til at fortælle Harry, Ron og Hermione, at man kan komme forbi hunden ved at spille musik for den, hvilket de bruger den fløjte, som Hagrid har lavet til Harry. Hagrid udruger drageægget i hytten, men Draco Malfoy ser det, og de tre venner hjælper der Hagrid med at få Norbert, som Hagrid kalder den, væk fra Hogwarts uden at nogen ser det, så Hagrid ikke kommer i problemer.

### Harry Potter og Hemmelighedernes Kammer
I Harry Potter og Hemmelighedernes Kammer får man at vide, hvorfor Hagrid er blev bortvist fra skolen i Romeo G. Detlev Jr.'s minde dagbog. Det bliver afsløret at han var elev på Hogwarts samtidig med Romeo G. Deltev Jr., som senere blev til Voldemort. Han bliver bortvist på sit tredje år, efter at blive pågrebet i besiddelse af Aragog; en farlig kæmpeedderkop. Det blev gjort værre end det var, da det blev antaget at det var Slytherins Monster, som han havde befriet fra Hemmelighedernes Kammer og ladet det angribe eleverne, og at det havde dræbt en elev. I virkeligheden var det Romeo, der havde åbnet kammeret og brugte basilisken til at rense skolen for mudderblod, men brugte i sidste ende Hagrid som syndebuk, så skolen ikke blev lukket. I løbet af bogen bliver monstret endnu engang sluppet løs, og Hagrid bliver sendt til troldmandsfængslet Azkaban, fordi ministeriet tror, at det igen er ham, der er skyld i angrebene. Inden han bliver arresteret fortæller han Harry og Ron, at de skal "følge efter edderkopperne", hvorved de bliver ledt ud i skoven og finde ud af sandheden om Aragog. Efter Harry dræber basilisken, bliver det afsløret at det i virkeligheden var Ginny Weasley, der stod bag angrebene under indflydelse af Romeos dagbog. Herefter bliver Hagrid løsladt.
Da Professor Kedelbrand går på pension, for at pleje sine resterende lemmer, bliver Hagrid udnævnt til den nye lærer i Magiske Dyrs Pasning og Pleje i Harry Potter og Fangen fra Azkaban. Han får også lov at lave magi igen, da hans navn er blevet renset. I den første time introducerer han hippogriffer for Harrys hold. Et at dyrene, Stormvind, angriber Draco Malfoy, fordi han fornærmer den. Det lykkes Dumbledore at bevise at Hagrid er uskyldig, men Ministeriet dømmer Stormvind til døden. Herefter bliver Hagrid timer eminent kedelige, men Harry, Ron og Hermione bruger tid sammen med Hagrid for at hjælpe ham til at forsvare Stormvind ved hans retssag. Han taber dog, og Stormvind bliver lænket uden for Hagrids hytte hvor han skal vente til bødlen Walden Macnair kommer for at eksekvere dommen, hvilket Hagrid er sønderknust over. Det ender dog med, at Hermione bruger sin Tidsvender, og sammen med Harry rejser hun tilbage i tiden og redder både Stormvind og Sirius Black, der også er blevet taget til fange.

### Harry Potter og Flammernes Pokal
I Harry Potter og Flammernes Pokal bliver det afsløret at Hagrid er halvt troldmand og halvt kæmpe. Hans mor var kæmpen Fridwulfe, og hun forlod hans far, mens Hagrid stadig var lille. I Den Magiske Verden har kæmper et dårligt ry for at være meget brutale, og fordi de var allierede med Voldemort under hans første rædselsregime. Derfor holder Hagrid sin hemmelighed tæt og lader folk tro, at han har drukket en flaske Skeletofix som barn. Hans hemmelighed bliver dog afsløret offentligt af Rita Rivejern i Profettidende, som fremstiller ham som farlig og inkompetent. Han bliver meget påvirket af dette og lukker sig inde i sin hytte og opsiger sin stilling som lærer. Dumbledore accepterer dog ikke hans opsigelse, og siger at han forventer, at han fortsætter undervisningen.
Han fremavler et dyr, som han kalder for en Futskolopender, som han mener at Harrys klasse skal arbejde med som projekt i timerne i Magiske Dyrs Pasning og Pleje. Dette skaber dog også nogle problemer for ham, da det bliver afsløret, igen af Rita, der er fast besluttet på at gøre livet surt for Hagrid, at det er en ulovlig krydsning af Kæmpeknælere og Ildkrabber. Han får stor interesse for rektoren for den franske troldmandskole Beauxbatons Olympe Maxime, der også er halvkæmpe. Han er en af de meget få personer, der fra starten tror på, at Harry ikke selv lagde sit navn i Flammernes Pokal. Senere forslår den falske Skrækøje Dunder, at Hagrid skal vise Harry den første opgave, der er drager. Til den tredje opgave sørger han for, at der også er en af de få overlevende Futskolopendre i labyrinten.

### Harry Potter og Fønixordenen
I det første stykke af Harry Potter og Fønixordenen er Hagrid ikke på skolen, hvilket undrer og bekymrer Harry og de andre. Da han langt om længe kommer tilbage til skolen, fortæller han, at han sammen med Madam Maxime har været på en mission for Dumbledore. De rejste tværs over Europa for at finde kæmperne, men de tog store omveje for at være sikker på, at de ikke blev forfulgt. De skulle prøve at overtale kæmperne til at alliere sig med Dumbledore. Desværre var Dødsgardisterne også ude på at alliere sig med kæmperne, og det lykkedes dem at overtale dem til en alliance med Voldemort. Hagrid bliver angrebet af kæmperne, men bliver reddet af Maxime. Hagrid finder desuden sin halvbror Graup, som han tager med sig hjem. Dette gør dog hele rejsen hjem mere besværlig, da kæmpen ikke må blive set, og de derfor bliver nødt til at rejse de øde og ufremkommelig steder. Det ender med at Maxime får nok, og deres veje skilles. Graup, der helst ville blive hos kæmperne, sårer Hagrid, da han kæmper for at blive. Tilbage på skolen Dolora Nidkjær Storinkvisitor, og hun overvåger undervisningen hos alle lærere på skolen, også Hagrids, hvor hun forsøger at finde en grund til at fyre ham, da hun hader alle halvmennesker. Til slut i bogen forsøger Nidkjær sammen med udsendinge fra ministeriet at arrestere Hagrid, men det lykkes ham at undslippe. Til gengæld bliver Professor McGonagall skadet da hun forsøger at forsvare ham. Da Dumbledore kommer tilbage som rektor på Hogwarts kommer Hagrid også tilbage.

### Harry Potter og Halvblodsprinsen
Harry, Hermione og Ron tager ikke Magiske Dyrs Pasning og Pleje på deres sjette år i Harry Potter og Halvblodsprinsen, hvilket gør Hagrid sur og ked af det. Han finder dog snart ud af, at det ikke er fordi, de ikke kan lide ham. Senere i bogen dør Aragog, og Hagrid sætter sit liv på spil, da han henter hans lig ud af skoven, for at give Aragog en "anstændig" begravelse. Kæmpeedderkopperne plejer nemlig at spise deres døde, og er meget oprørte over at Hagrid "stjæler" liget. Han inviterer Harry og de andre til begravelsen, men kun Harry kommer, og han inviterer, under påvirkning af Felix Felicis, Horatio Schnobbevom med. Her drikker Schnobbevom og Hagrid rigelige mængder ildwhiskey, og Harry udnytter situationen til at lokke mindet ud af Schnobbevom. I slutningen af bogen bliver Hogwarts angrebet af Dødsgardisterne, og i Hagrids forsøg på at nedkæmpe dem, bliver der sat ild til hans hytte. Hagrid løber ind i det brændende hus for at redde Trofast, som er derinde. Harry kommer ham til hjælp og sammen får de slukket ilden.

### Harry Potter og Dødsregalierne
Som medlem af Fønixordenen er Hagrid med til at hjælpe med at flytte Harry fra Ligustervænget til Vindelhuset i Harry Potter og Dødsregalierne. Hagrid bruger Sirius flyvende motorcykel til at transportere Harry væk på, men planen går galt, da de bliver angrebet af Dødsgardister. Voldemort selv angriber dem, og de klarer den kun lige akkurat til Vindelhuset. Efter Bill Weasley og Fleur Delacours bryllup tager Hagrid givetvis tilbage til skolen og underviser, men det bliver ikke beskrevet. Næste gang Hagrid optræder er i slutningen af bogen, hvor han gemmer sig i bjergene sammen med Graup og Trofast efter at være blevet fordrevet af Dødsgardisterne, der nu styrer skolen, fordi han holdt en "Støt Harry Potter" fest i sin hytte.
I Slaget om Hogwarts forsøger Hagrid at komme Aragogs kødædende efterkommere til undsætning, da de bliver drevet ud af Den Forbudte Skov af Dødsgardisterne, men bliver båret væk af en gruppe af dem. Han dukker op igen senere, som fange i Dødsgardisterne lejr, da Harry ofre sig selv til Voldemort. Han bliver tvunget til at bære Harry tilbage til skolen, og opdager ikke at Harry stadig er i live. Han beskylder kentaurerne for ikke at have gjort nok for at hjælpe. Hagrid er med i anden halvdel af slaget, hvor han fælder sin Nemesis blandt Dødsgardisterne; bødlen Walden Macnair. Han er en af de første, der gratulerer Harry med at have dræbt Voldemort
I epilogen, 19 år senere, er Hagrid stadig på Hogwarts, selvom det ikke vides, hvad han er ansat som. Han har inviteret Harrys søn Albus Severus til te, ligesom han gjorde med Harry. I et interview i 2007 blev Rowling spurgt om Hagrid nogensinde blev gift. Hun svarede, at han udviklede et forhold til en kæmpekvinde, men at det ikke fungerede.

## Film
Den skotske skuespiller Robbie Coltrane (født 1950 i Skotland) spiller Hagrid i alle filmene indtil nu. Rowling har udtalt, at hun tænkte på Coltrane, da hun skrev om Hagrid allerede i den første bog.

## Beskrivelse
I De Vises Sten bliver Hagrid beskrevet som at være dobbelt så høj som et normalt mennesker og fem gange så bred. I filmen er han dog nærmere 2,5m, og senere i bøgerne bliver han beskrevet som 3 gange så bred. Da han er halvkæmpe er han mindre sårbar overfor forbandelser end normale mennesker. Det ses bl.a. da Nidkjær sammen med nogle andre troldmænd forsøger at arrestere ham i Fønixordenen. De prøver at lamme ham, men besværgelsen preller af, fordi han har arvet noget af den resistens som kæmper har for magi. I Halvblodsprinsen modstår han også Dødsgardisternes kraftige forbandelser i kapitlet Prinsens Flugt. Visse eliksirer er også ineffektive på ham, f.eks. Polyjuice-Eliksiren, da den kun er til menneskeforvandlinger.
Hagrid er meget rar og godhjertet og har let til tåre, som han viser allerede i det første kapitel i De Vises Sten, hvor han afleverer den spæde Harry på Ligustervænget. Han er meget loyal, specielt mod Dumbledore, som han beskriver som den største troldmand i verden. Som man ser allerede i den første bog (hvor Vernon gør den fejl at kalde ham et gammelt fjols), bliver han ekstremt vred, hvis nogen vover at fornærme Dumbledore. Hagrid er også meget loyal overfor Harry, for hvilket han har lidt en del gange i løbet af bøgerne, og blev nødt til at gå under jorden for at undgå at komme i fængsel. Rowling har sagt, at han er en slags "konge af skoven" – en halvvild mand, der lever i udkanten af skoven.
Da han blev smidt ud af Hogwarts blev hans tryllestav knækket, som var lavet af eg, og han blev forbudt for ham at udføre magi. Hagrid har dog skjult de to dele fra sin tryllestav i sin lyserøde paraply og udfører fra tid til anden lidt magi. Indtil den tredje bog var han forment at bruge magi, og siden han aldrig fuldførte sin uddannelse, vil han altid være lidt tilbagestående hvad magi angår i forhold til andre voksne troldmænd. Men af og til vil han til alles overraskelse (også sin egen) udføre mere komplicerede og imponerende former for magi.

## Familie

### Graup
Graup er Hagrids halvbror, som hans mor Fridwulfa har fået med en anden kæmpe. Han er omkring 16 fod (ca. 5 meter) høj, hvilket ifølge Hagrid er lille af en kæmpe at være. De andre kæmper drillede Graup, hvilket fik Hagrid til at føre ham med sig tilbage til Den Forbudte Skov. Man hører første gang om ham i Fønixordenen, hvor Hagrid fortæller om, hvordan han fandt ham blandt en gruppe kæmper. Han er uintelligent, kender kun nogle få ord på engelsk og hans manerer er rædsomme.
Graup virker først totalt uforandret på Hagrids forsøg på at civilisere ham, og bruger tiden på at hive fuldvoksne træer op med rod. Da Hagrid forlader Hogwarts for at undgå fængsel, overlader han det til Harry, Ron og Hermione at passe Graup. Til deres store overraskelse bliver de, da de bliver fanget af skovens hjord af kentuarere, reddet af Graup, der leder efter Hagrid (som han kalder for "Hagger"), og stjæler kentaurernes opmærksomhed.
I Halvblodsprinsen er Graup flyttet op i bjergene, hvor det tilsyneladende går bedre med hans opdragelse. Han er desuden med til Dumbledores begravelse, hvor han er langt mere rolig end før, og oven i købet klædt pænt på. Han virker også til at have forståelse for andre folks følelser, da han klapper Hagrid for at trøste ham. I Dødsregalierne tager Hagrid trofast og Graup med, da han går under jorden, efter at have lavet sin "Støt Harry Potter" fest, det er bl.a. pga. Graup det lykkes dem at flygte. Han er den eneste kæmpe, der kæmper mod Dødsgardisterne i Slaget om Hogwarts, givetvis for at beskytte Hagrid, da han kalder på ham gentagne gange under kampen. Han er med til at fejre Voldemorts nederlag, dog igennem et vindue, da indgangshallen er for lille til ham, og eleverne på Hogwarts viser deres taknemmelighed ved at kaste mad ind i hans grinende mund.
Graups kælenavn er, ifølge Hagrid, "Graupe" og han kender Hermione under navnet "Hermy".
I filmen er det Tony Maudsley der lægger stemme til ham.

### Forældre
Sandheden om Hagrids forældre bliver afsløret i Flammernes Pokal: hans far var en troldmand, man aldrig får navnet på, som giftede sig med en kæmpe ved navn Fridwulfa. Hun efterlod Rubeus og hans far efter fødslen, og var ifølge Hagrid ikke særlig god mor.  Senere fik hun Graup med en anden kæmpe, men døde længe inden Hagrid fandt kæmperne i bjergene i Fønixordenen. Hagrid beskriver sin far som lillebitte og han kunne løfte ham op på skabet som 6-årig. Hagrid holdt tydeligvis meget af ham, da han beskriver hans død, Hagrid gik på andet år på Hogwarts, som et af de sørgeligste minder.

## Hagrids Kæledyr
Hagrid holder meget af dyr, og særligt farlige dyr og monstre som f.eks. drager og trehovedede hunde. Han synes ikke, der er noget sjov ved mere almindelige og harmløse magiske dyr, da der ikke er nok udfordring i dem (selvom han har den lettere kujonagtige hund Trofast). Han har dog svært ved at bedømme hvad andre kan håndtere, og bliver temmelig upopulær blandt sine elever, da han beder dem indkøbe en levende bog, der bider. Han "syntes bare de var sjove" og forstår slet ikke at eleverne er bange for at få bidt hånden af. Han holder en del forskellige kæledyr, og flere af dem bliver betragtet som direkte farlige og umulige at tæmme af Det Magiske Samfund, ofte med god grund. Han har tilsyneladende haft denne fascination af farlige dyr allerede fra barnsben af, da Romeo siger, at han var kendt for at forsøge "at opfostre varulve under sengen og brydes med trolde i Den Forbudte Skov" under sin skoletid på Hogwarts.
Adskillige af Hagrids kæledyr spiller en rolle i historierne:
- Aragog er en talende kæmpeedderkop, som Hagrid har opfostret fra han var et æg. Aragog var indirekte medvirkende til at Hagrid blev smidt ud af Hogwarts, idet man fejlagtigt troede at Aragog var Slytherins Monster. Aragog dør af alderdom i Halvblodsprinsen.
- Thestralerne er heste, som trækker de hestevognene fra Hogsmeade station til Hogwarts. De er usynlige for de fleste. Man kan kun se dem vis man har set en dø.
- Blævreormene er nogle små orme som kan afgive slim. Brugt i Hagrids timer.
- Kødædende Snegleudrydder er et væsen som er set i Fangen fra Azkaban i Hagrids hytte.
- Fluffy er en stor trehovedet hund, som Hagrid får til at vogte faldlemmen ned til De Vises Sten i Harry Potter og De Vises Sten.
- Norbert, der senere får navnet Noberta, er den drage, som Hagrid får i et æg af en mystisk person, som viser sig at være Professor Quirrell. Det er en Norsk Takhale, som er en meget sjælden drageart.
- Stormvind er en af de tolv Hippogriffer som Hagrid introducerer i den første time i Magiske Dyrs Pasning og Pleje på Harrys tredje år. Han kommer senere til at tilhøre først Sirius Black og dernæst Harry.
- Trofast er Hagrids enorme, men ikke alt for modige jagthund. Han følger Hagrid gennem alle bøgerne.